# Sandra Lahire
Sandra Lahire (Kenton, Middlesex,19 de noviembre de 1950 - 27 de julio de 2001) fue una cineasta británica y figura central en el cine feminista experimental que surgió en el Reino Unido en las décadas de 1970 y 1980.

## Biografía
Lahire estudió Filosofía en la Universidad de Newcastle upon Tyne, Fine Art Film en la  Escuela de Arte Saint Martin en Londres (1984) y Film & Environmental Media en el Royal College of Art de Londres (1986). Fue en St Martin's donde ingresó al mundo del cine independiente, trabajando con artistas como Malcolm Le Grice, Lis Rhodes, Tina Keane, Vera Neubauer y estudiando junto al cineasta Isaac Julien.

## Carrera
Fue descrita por Jacqueline Roses como “una de las cineastas experimentales más talentosas, innovadoras y audaces”.
Su primera película, "Arrows", de 1984, fue una meditación sobre la anorexia, un tema que hilvanó a lo largo de su obra. En 1986 realizó Terminals, Edge y Plutonium Blonde. En 1987, trabajando con los cineastas Jean Matthee y Anna Thew, realizó Uranium Hex. Serpent River de 1989, exploró los efectos tóxicos de una corporación minera de uranio, propiedad de Rio Tinto Group, en los residentes y habitantes de Serpent River y Elliot Lake en Ontario, Canadá.
Un ensayo de su autoría, Lesbians in Media Education, apareció en la antología Visibility Female: Feminism and Art, editada por Hilary Robinson en 1998.
Reflexiones sobre Lahire y su trabajo fueron publicadas en la revista Vertigo en la primavera de 2002, escritas por las cineastas Sarah Pucill (quien fue su pareja en los últimos 6 años de su vida), Lis Rhodes (para quien escribió una partitura de la película Just About Now) y Sarah Turner.